# گرومن ایکس‌پی-۵۰
گرومن ایکس‌پی-۵۰ (به انگلیسی: Grumman XP-50) یک هواپیمای ساختِ کارخانهٔ گرومن در کشور ایالات متحده آمریکا است. این هواپیما برای نخستین بار در ۱۸ فوریه ۱۹۴۱ میلادی مورد استفاده قرار گرفت.